# Бравско
Бравско је село у Босни и Херцеговини, које већим дијелом припада Општини Босански Петровац, која административно припада Федерацији Босне и Херцеговине, а мањим дијелом припада Општини Петровац, која административно припада Републици Срској. Село Бравско чине насељена мјеста Јасеновац, Кленовац, Бунара, Подсрнетица и Бравски Ваганац. Становници ових пет мјеста називају се Бравскари.
Село се дијели на катастарске општине Бравско I, Бравско II и Бравски Ваганац (у Федерацији БиХ), те катастарске општине Бравско и Бравски Ваганац (у Републици Српској). У Федерацији БиХ, највећи дио села (Јасеновац, Кленовац, Бунара и Подсрнетица) припада Мјесној заједници Бравско, док Бравски Ваганац, скупа са Капљувом и Јањилима, припада Мјесној заједници Капљув. Дијелови Бравска који припадају Републици Српској нису организовани у мјесне заједнице.

## Становништво
| Демографија | Демографија | Демографија |
| Година      | Становника  | Становника  |
| ----------- | ----------- | ----------- |
| 1991.       | 997         |             |

## Знамените личности
- Душан Бањац, пуковник Војске Републике Српске, рођен у Јасеновцу.
- Миле Латиновић, народни херој Југославије, рођен у Јасеновцу.
- Триво Латиновић Гароња, народни херој Југославије, рођен у Подсрнетици.
- Богдан Ступар, генерал ЈНА, учесник Народноослободилачке борбе и носилац Партизанске споменице, рођен у Подсрнетици.